# Cervonîi Bir, Iemilciîne
Cervonîi Bir (în ucraineană Червоний Бір) este un sat în comuna Sîmonî din raionul Iemilciîne, regiunea Jîtomîr, Ucraina.

## Demografie
Componența lingvistică a localității Cervonîi Bir
     Ucraineană (100%)
Conform recensământului din 2001, toată populația localității Cervonîi Bir era vorbitoare de ucraineană (100%).